# Nänikon

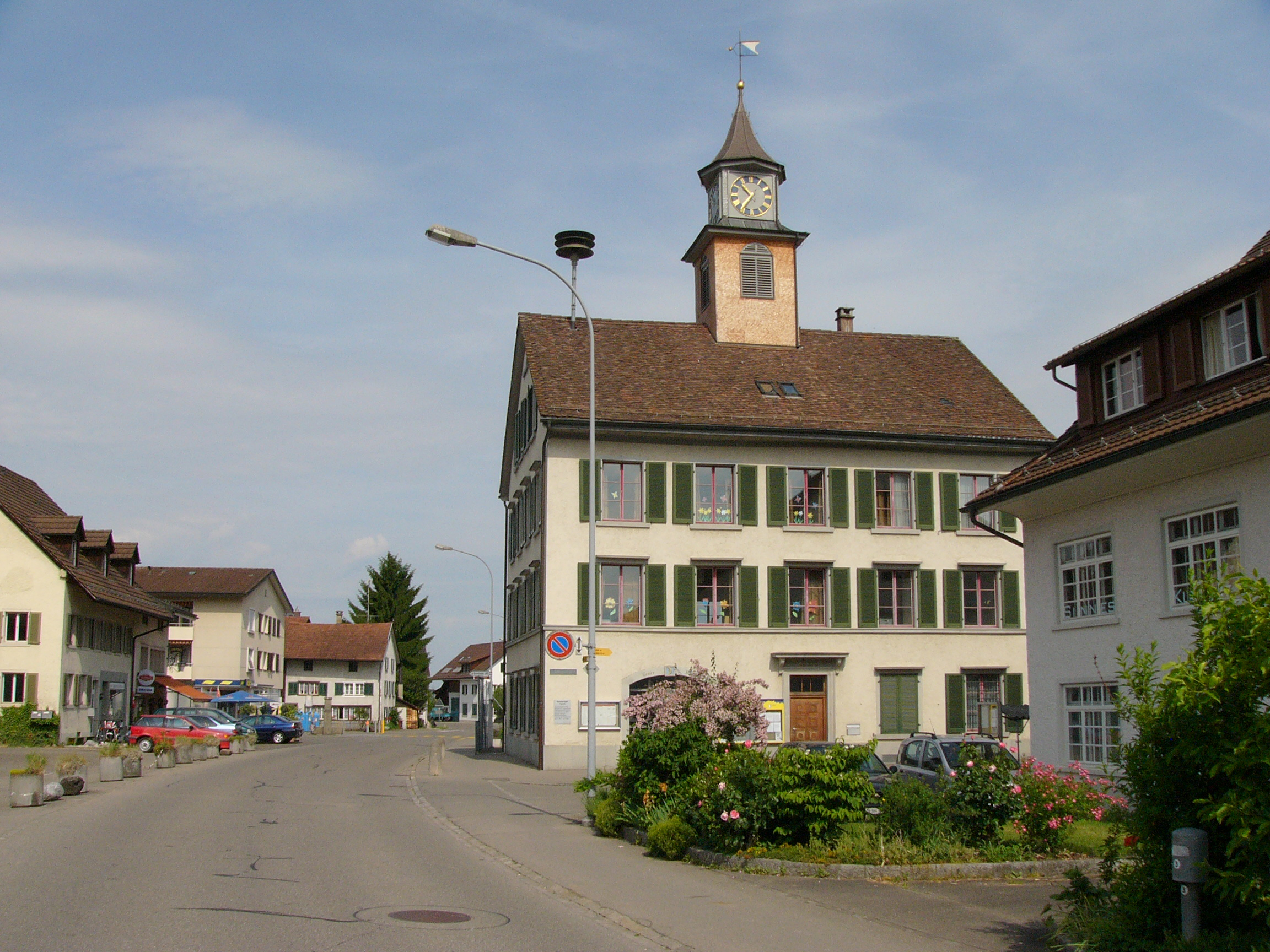
Ortskern mit Türmlischulhaus, Einkaufsladen mit Post und Restaurants

Nänikon ist eine von sechs Aussenwachten von Uster. Mit ihren rund 2800 Einwohnern ist sie die grösste Aussenwacht und liegt rund drei Kilometer westlich von Uster. Nänikon war bis 1927 eine eigenständige, politische Gemeinde und wurde im gleichen Jahr in die Stadt Uster integriert.

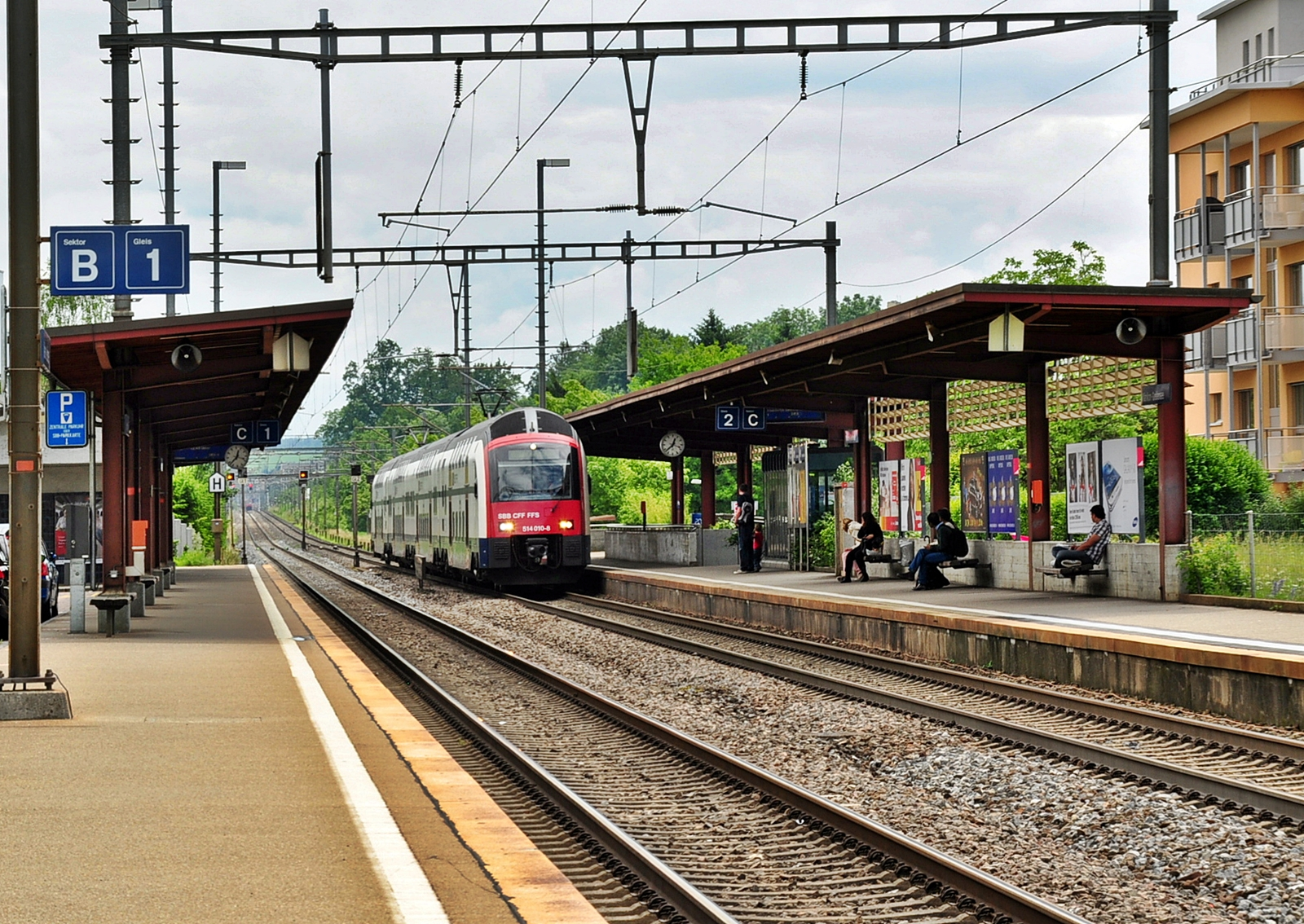
Bahnhof Nänikon-Greifensee

## Geschichte
Nänikon ging aus der Bezeichnung Nenichova, der Hof des Neno, hervor und entstand in der ersten Hälfte des 7. Jahrhunderts. Auf dem Bühl wurde 1992 bis 1994 ein Ensemble von Burg, Kapelle und Friedhof archäologisch untersucht und der Epoche zwischen 12. und 15. Jahrhundert zugeordnet. Während des Alten Zürichkriegs belagerte im Jahr 1444 ein kleines Heer aus der Innerschweiz das Städtchen und die Burg Greifensee, wobei die Innerschweizer als Sieger hervorgingen. Am 28. Mai 1444 wurde die überlebende Besatzung von Greifensee auf der «Bluetmatt» in Nänikon mit dem Schwert enthauptet. Dieses Ereignis ging als Mord von Greifensee respektive «Blutnacht» in die Geschichte ein. Ein Denkmal auf der Bluetmatt zeugt von diesem als barbarisch bezeichneten Ereignis.

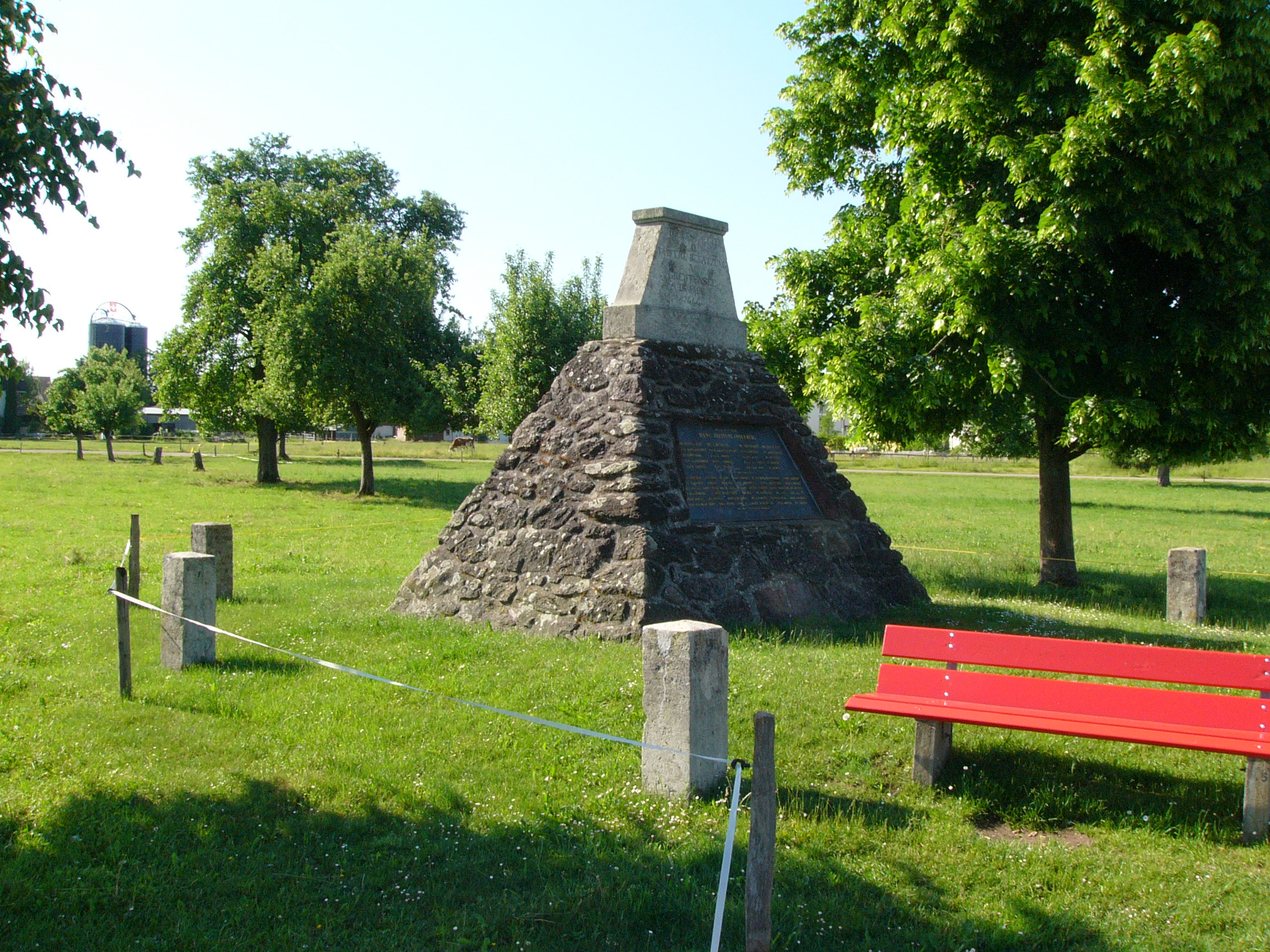
Denkmal auf der Bluetmatt

## Bevölkerungsentwicklung
Aufgrund reger Bautätigkeit nimmt die Bevölkerungszahl von Nänikon seit 2010 pro fünf Jahre um rund 10 % zu:
- 2012: 2209
- 2015: 2315
- 2020: 2565
- 2025: 2804 (Stand 30. Juni 2025)

## Kultur
Das kulturelle Leben in Nänikon ist vielfältig. Jährliche Anlässe wie die Dorfchilbi, das Grümpelturnier sowie das Chränzli zeugen davon. Ausserdem finden im CousCous Bar&Bistro (ehemals Kaffee Gleis1) regelmässig kulturelle Veranstaltungen statt.
In Nänikon ist es Tradition, auf Wunsch zur Geburt oder in einem Todesfall einer Einwohnerin oder eines Einwohners die Glocke des Türmlischulhauses zu läuten (Geburt um 12 Uhr, Todesfall um 13 Uhr). Ausserdem kündet das Türmli-Glöggli traditionsgemäss um 6 Uhr den neuen Tag mit einem mehrminütigen Läuten an («Näniker Sechseläuten»). Nebst dem Stunden- und Halbstundenschlag findet um 11, 16 und 19 Uhr ein längeres Läuten statt.

## Vereine
Nänikon pflegt ein aktives Vereinsleben. Zu den wichtigsten Vereinen zählen Gemeindeverein, Frauenverein, Sportclub, Gemischter Chor, Verein Konkret und Gewerbeverein. Das Vereinshaus Klairs dient als Begegnungsort und Treffpunkt für verschiedene Veranstaltungen. DoWeGry, die Dorfwerkstatt Gryfikon (Greifensee, Nänikon und Umgebung), stellt eine Werkstatt zur Verfügung, in der eigene Projekte umgesetzt werden können.

## Schulen
Nänikon verfügt über 2 Kindergärten (Vogelsang und Mettmenried), 2 Primarschulhäuser (Singvogel und Türmli) sowie zusammen mit Greifensee über die Oberstufenschule Wüeri. Im Wüeri befindet sich die Schul- und Dorf-Bibliothek.

## Politik
Seit mehreren Jahren schwelt ein Konflikt betreffend der Oberstufenschulgemeinde Nänikon-Greifensee, die seit 1895 besteht. Das Zürcher Gemeindegesetz sieht vor, dass Schulgemeinde und politische Gemeinde geografisch deckungsgleich sein müssen. Die Oberstufenschulgemeinde mit dem Schulhaus Wüeri in Nänikon deckt geografisch die politische Gemeinde Greifensee und die zu Uster gehörenden Aussenwachten Nänikon und Werrikon ab.
Im September 2021 formierte sich das Komitee «Pro 8606», das aus Exponenten aus Greifensee, Nänikon und Werrikon besteht. Das Komitee schlägt den politischen Anschluss der Ustermer Aussenwachten Nänikon und Werrikon an die Gemeinde Greifensee und somit die Loslösung von der Stadt Uster vor. Hauptgründe sehen die Exponenten in der Beibehaltung der bestehenden Oberstufenschulgemeinde sowie im Umstand, dass Nänikon im Laufe der Zeit immer mehr mit dem benachbarten Greifensee zusammengewachsen ist (keine sichtbare Grenze, gemeinsame Postleitzahl 8606, gemeinschaftliches Vereinsleben sowie den Bahnhof Nänikon-Greifensee).
Am 27. März 2022 konnten sich die drei Dörfer an einer Abstimmung zur vom Komitee «Pro 8606» lancierten Initiative zur «Prüfung des Zusammenschlusses von Nänikon und Werrikon mit Greifensee» äussern. Gut 92 % der Abstimmenden sprachen sich für die Initiative aus. Damit erhielt das Komitee wie auch die Oberstufenschulpflege die Legitimation, sich für eine Erhaltung der bestehenden Oberstufenschule einzusetzen, wobei die Zusammenlegung der Ortsteile Nänikon und Werrikon mit der Gemeinde Greifensee im Vordergrund stand.
Am 27. März 2023 kündete das Pro-8606-Komitee die Lancierung einer Volksinitiative an. Bei Zustandekommen und Annahme der Initiative wird die Stadt Uster beauftragt, zusammen mit Greifensee die vertraglichen Grundlagen zum möglichen Vollzug eines Gemeindewechsels von Nänikon und Werrikon zu erarbeiten. Dieser Vertrag würde in einem zweiten Schritt den Stimmberechtigten von Uster und Greifensee in getrennten Volksabstimmungen zum Entscheid vorgelegt.
Am 23. August 2023 startete die Unterschriftensammlung zur Volksinitiative «Zusammenführen, was zusammengehört». Am 13. Dezember 2023 übergab das Pro-8606-Komitee der Stadt Uster rund 900 Unterschriften – 300 mehr als die geforderten 600 Unterschriften.
Am 24. November 2024 stimmte die Ustermer Bevölkerung über die Initiative "Zusammenführen, was zusammengehört" ab. Diese sah vor, dass Uster und Greifensee zusammen die Entscheidungsgrundlagen für einen möglichen Gemeindewechsel von Nänikon und Werrikon ausarbeiten sollten. Die Initiative wurde mit 65,3 % abgelehnt. Damit wurde eine weitere Abstimmung über die Ausarbeitung eines Vertrags zum Gemeindewechsel hinfällig.